# 大筏岸右エ門
大筏 岸右エ門（おおいかだ きしえもん）は、江戸時代の大相撲の第15代大関。番付上は「九州」頭書。
宝暦13年（1763年）春場所(4月)、東大関として大相撲界にデビュー。その場所は1勝1敗6休。看板大関のため、同年冬場所(10月)からは一気に二段目まで陥落し、その場所で花筏 岸右エ門（はないかだ きしえもん）と改名した。その翌々場所に当たる明和元年（1764年）冬場所(10月)に大筏 岸右エ門の名に戻し、その翌場所の明和2年（1765年）春場所(3月)を最後に江戸相撲からは脱退し、「大筏川右衛門」の名で京阪へと移って上取中軸となり、京都相撲の明和2年（1765年）8月場所を最後に引退した。二段目は4場所（大関も含めれば現役通算5場所）務めたものの、かなりの成績不振であった。

## 主な成績（江戸）
- 通算成績：6勝23敗6休2無勝負
- 大関成績：1勝1敗6休

| 1763年 | 東大関 1–1–6          | 東幕下3枚目 1–4 |
| 1764年 | 東幕下4枚目 2–5 1無   | 東幕下4枚目 2–6 |
| 1765年 | 東幕下3枚目 0–7–0 1無 | x               |
| 各欄の数字は、「勝ち-負け-休場」を示す。 優勝 引退 休場 十両 幕下 三賞：敢=敢闘賞、殊=殊勲賞、技=技能賞 その他：★=金星 番付階級：幕内 - 十両 - 幕下 - 三段目 - 序二段 - 序ノ口 幕内序列：横綱 - 大関 - 関脇 - 小結 - 前頭（「#数字」は各位内の序列） |                       |                 |

- この成績表でテンプレートの仕様上「幕下」となっている部分は、番付表の上から二段目であるため、「二段目」と呼ぶ方が正確である。当時は段ごとに力士の地位を待遇差で区別する発想がまだ確立しておらず、二段目以下でも番付表で「前頭」（「同」表記でない）と書かれている部分までは「幕内格」と見るべきだという説がある。